# August Fritzsche

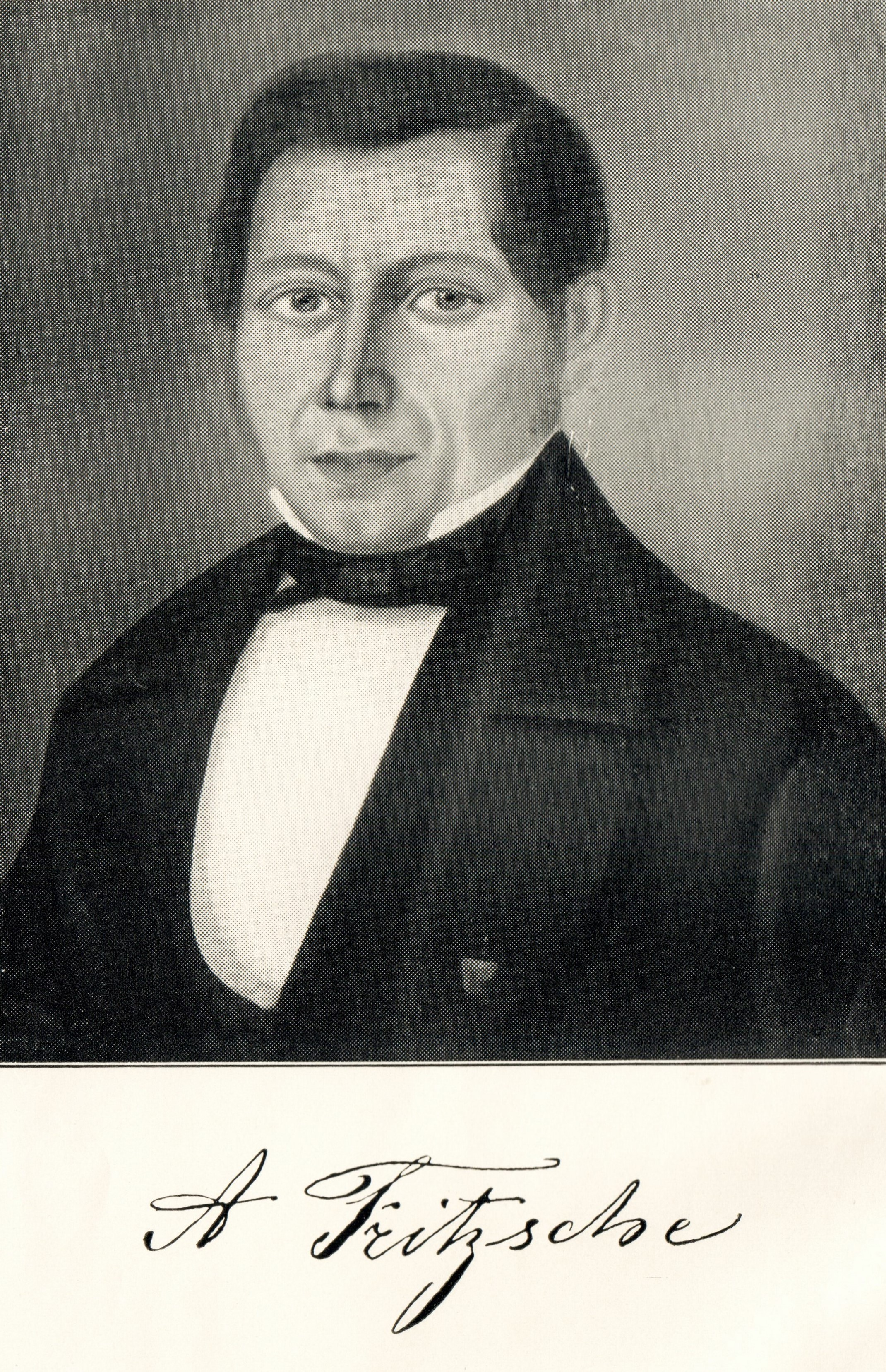
August Fritzsche auf einem zeitgenössischen Gemälde

Friedrich Carl August Fritzsche (* 2. Januar 1816 in Eilenburg; † 3. Dezember 1902 ebenda) war ein Mitbegründer des deutschen Konsumgedankens und der erste Geschäftsführer einer Konsumgenossenschaft in Deutschland.

## Leben
August Fritzsche wurde am 2. Januar 1816 als zweites Kind des aus Dresden stammenden Gold- und Silberdrahtziehers Friedrich Gottlieb Fritzsche und dessen Ehefrau, geb. Müller, in Eilenburg geboren. Er selbst lernte das Buchbinderhandwerk. Ab dem 1. November 1835 diente er als freiwilliger Soldat beim 20. Infanterie-Regiment in Torgau. Am 11. Oktober 1842 ehelichte er Johanne Christine Achilles.
Unter dem Eindruck der Lebensmittelteuerungen der Jahre 1847 und 1848, durch die viele der Eilenburger Manufakturarbeiter in existenzielle Not gerieten, stellte sich Fritzsche die Frage, wie eine dauerhaft erschwingliche Versorgung der städtischen Arbeiter mit Lebensmitteln zu gewährleisten sei. Beeinflusst von den ersten Genossenschaftsgründungen in den Vereinigten Staaten, welche in der Eilenburger Presse Erwähnung fanden sowie den in Deutschland entstehenden Arbeiterverbrüderungen gründete sich die Lebensmittelassociation zu Eilenburg am 12. Juli 1850 als erste Konsumgenossenschaft Deutschlands. Fritzsche wird dabei heute die maßgebliche Rolle zugeschrieben. Innerhalb der Genossenschaft übernahm er die Funktionen des Geschäftsführers und des Lagerhalters. Die städtischen Händler missbilligten die positive Entwicklung der neuen Organisation, bedeutete es für sie doch einen erheblichen Umsatzverlust. Es kam zu Anfeindungen gegen die Association und Fritzsche persönlich. Als Folge dessen legte Fritzsche sein Amt nieder. Die sich nur noch schlecht entwickelnde Association wurde am 30. Juli 1853 aufgelöst.
1852 wird Fritzsche zudem als Stadtverordneter in Eilenburg erwähnt. In den 1850- und 1860er-Jahren gehörte Fritzsche dem Kuratorium des Eilenburger Darlehnskassenvereins an und war Stellvertreter des Gründers und Kassierers Ernst Bürmann. Der Darlehnskassenverein war die erste deutsche Kreditgenossenschaft mit Solidarhaft. Nach dem Rücktritt vom Vorsitz der Lebensmittel-Association erlebte Fritzsche einen gesellschaftlichen und wirtschaftlichen Abstieg. Zunächst betrieb er ein Kolonialwarengeschäft. Im Jahr 1866 wird er als Pächter des Schützenhauses genannt. Später ging er jeweils zeitweise Tätigkeiten im Kohlehandel, in der Landwirtschaft, als Hauswart an Schulen und als Marktbudenbauer nach.
Daneben war Fritzsche ab 1841 Mitglied der Eilenburger Schützengilde, an deren Gründung Fritzsches Vater 1809 beteiligt war. Hier stieg er bis spätestens 1850 in den Rang eines Offiziers auf. Von 1865 bis zu seinem Tod war er Mitglied des Eilenburger Landwehrvereins, der sich 1857 als einer der ersten preußischen Landwehrvereine gegründet hatte.

## Rezeption
In dem Roman Die Pioniere von Eilenburg (1934) von Heinrich Lersch nimmt die Figur August Fritzsches eine zentrale Rolle ein. In Anerkennung seiner maßgeblichen Beteiligung an der Entstehung der ersten deutschen Konsumgenossenschaft wurde im Stadtzentrum Eilenburgs wie auch in Delitzsch eine Straße nach ihm benannt.